# Osservatorio Sonneberg
L'osservatorio Sonneberg è un osservatorio astronomico ottico, in passato adibito a Istituto dell'Accademia delle scienze nella Repubblica Democratica Tedesca. È stato fondato nel 1925 dall'astronomo Cuno Hoffmeister e si trova a Sonneberg in Turingia, Germania. L'osservatorio dispone di una delle più grandi collezioni al mondo di lastre fotografiche nel suo museo interno di astronomia ed attualmente è utilizzato fondamentalmente per effettuare divulgazione scientifica.

## Storia
L'osservatorio Sonneberg è stato costruito sul monte Erbisbühl a Neufang, un quartiere di Sonneberg ed antico villaggio di montagna sul bordo occidentale della Foresta della Franconia. Fu costruito a metà degli anni '20 per iniziativa dell'astronomo Cuno Hoffmeister, con il sostegno della Fondazione Carl Zeiss. La stazione di osservazione fu inaugurata a dicembre 1925 con la costruzione della prima torre a cupola e fu considerevolmente ampliata sino al 1928, quando fu "il più alto osservatorio esistente in Germania".
Dal 1930 l'immobile fu affittato allo stato prussiano e quindi di fatto annesso all'osservatorio universitario di Berlino. Dal 1940 e durante la seconda guerra mondiale, l'osservatorio fu utilizzato come stazione di osservazione aerea e meteorologica ed era subordinato al Reichswetterdienst, il servizio meteorologico del ministero dell'aviazione del Reich. Dopo la guerra, Hoffmeister poté proseguire i programmi di ricerca sotto l'occupazione sovietica; tuttavia nel corso dell'occupazione, dalla struttura fu smantellato il più potente telescopio allora disponibile, un astrografo di 40 cm. Dall'aprile 1946, l'osservatorio Sonneberg divenne un istituto di ricerca dell'Accademia delle scienze tedesca, dal 1968 Accademia delle scienze della RDT.
Negli anni '50 l'osservatorio fu sensibilmente ampliato. Furono costruiti diversi edifici da uno a due piani collegati da spazi verdi, con ampie aree di laboratorio e di lavoro e strutture a cupola collegate per alloggiare le apparecchiature di osservazione. Fino all'inizio degli anni '60 furono acquistati molti nuovi strumenti e il numero del personale scientifico aumentò considerevolmente. Nel 1960 e nel 1961 furono attivati due ulteriori telescopi, ciascuno con un diametro di 40 cm.

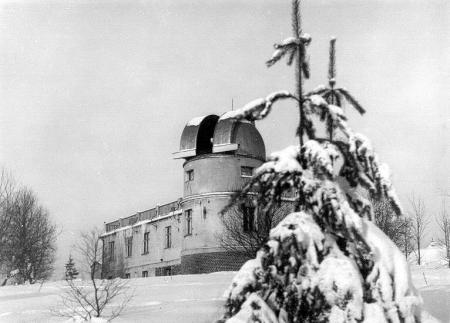
L'osservatorio nel 1935

Dopo la costruzione del muro di Berlino il 13 agosto 1961, l'osservatorio entrò nella zona ristretta di confine, per cui a visitatori e scienziati esterni all'area di Sonneberg fu preclusa qualsiasi attività di ricerca internazionale. Nel 1967, come parte di una riforma dell'Accademia delle scienze, la ricerca scientifica fu interrotta e l'istituzione subordinata all'Istituto di astrofisica dell'Accademia delle scienze della DDR. Ulteriori piani per il 1969 includevano anche lo smantellamento di tutti gli strumenti, il ricollocamento del personale scientifico e la chiusura completa della struttura, fortunatamente impedita dal nuovo direttore scientifico, Wolfgang Wenzel. Un divieto di fare osservazione con i grandi strumenti fu inizialmente ignorato e annullato a metà degli anni '70. Il lavoro scientifico e i programmi di ricerca a lungo termine sono poi proseguiti fino alla fine della RDT nel 1989.
Tra i ricercatori di rilievo che lavorarono presso il complesso vi fu Paul Ahnert, che dal 1938 vi operò per alcuni decenni.
Con la riunificazione nel 1990, tuttavia, iniziò il periodo più critico per l'osservatorio tradizionale. In primo luogo, la struttura divenne proprietà dello stato federale della Turingia. Le valutazioni delle istituzioni di ricerca federali considerarono l'Osservatorio Karl Schwarzschild, con il suo telescopio da 2 metri, più meritevole per essere accreditato di fondi pubblici ed assumere il titolo di osservatorio di stato. La chiusura di Sonneberg fu posticipata sino al 1994 grazie all'allora direttore Woldemar Götz e l'osservatorio sopravvisse come ramo distaccato dello Schwarzschild.
Tra il 1995 e il 2003 l'amministrazione locale, la città e la contea di Sonneberg e vari paesi della Baviera fornirono sostegno finanziario e fu aperto un progetto quinquennale sia per continuare i programmi di osservazione che per la digitalizzazione del materiale di archivio; grazie allo sforzo profuso Sonneberg fu riconosciuto a livello internazionale grazie alla disponibilità della seconda più grande collezione astrografica nel mondo.
Attualmente, la limitatezza degli strumenti impedisce di effettuare ricerca astronomica di qualità e l'osservatorio è principalmente sfruttato per la divulgazione scientifica e come museo astronomico.

## Ricerca scientifica
La ricerca scientifica dell'osservatorio consisteva in:
- indagini fotometriche, fotoelettriche ed osservazione di stelle variabili, comete, meteore, sciami meteorici e altri corpi celesti;
- programmi di ricerca a lungo termine;
- sviluppo e produzione di attrezzature e strumenti scientifici per l'osservazione del cielo e per la valutazione dei risultati delle osservazioni.

L'osservatorio Sonnenberg ha oggi il secondo archivio di lastre fotografiche più ampio esistente al mondo, una preziosa fonte di informazioni per la ricerca di stelle variabili. Si compone di oltre 270.000 lastre fotografiche che riflettono i cambiamenti nel cielo notturno boreale per oltre 70 anni. Inoltre, l'archivio comprende circa 5000 lastre fotografiche del cielo australe, effettuate da Hoffmeister in diverse spedizioni in Bolivia e Sud Africa ottenute tra il 1926 ed il 1959. Più di un quarto di tutte le stelle variabili note della Via Lattea sono state scoperte con l'aiuto delle lastre dell'osservatorio.

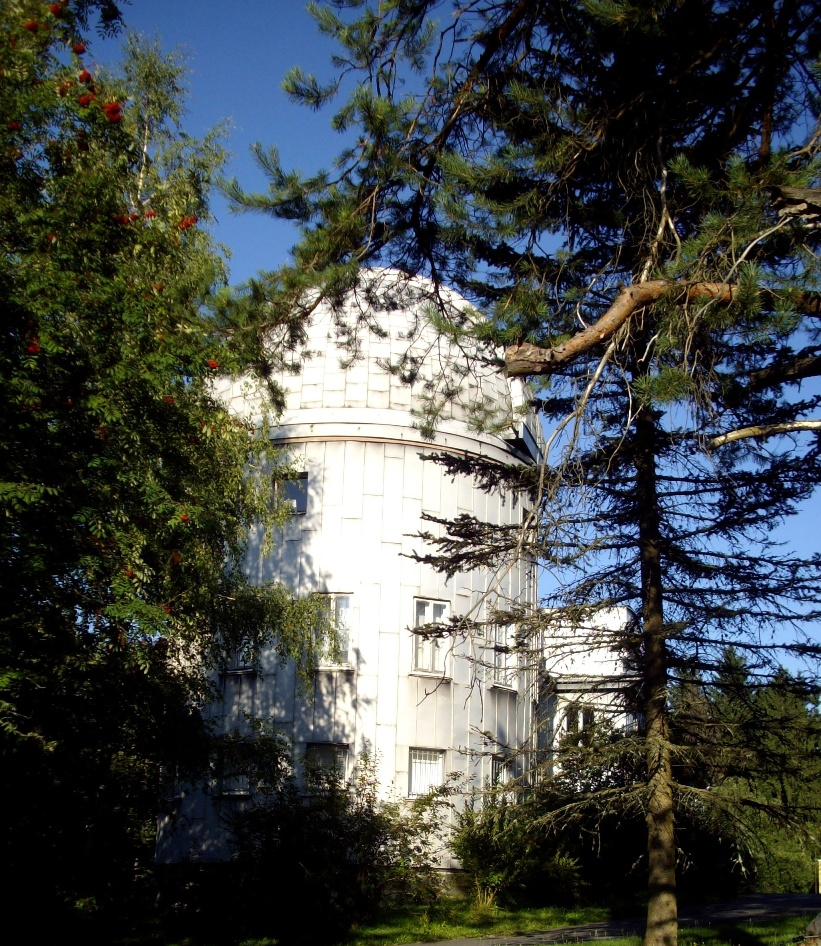
Vista di una torre nel 2008

## Strumentazione
Nel 1926 il primo strumento dell'osservatorio consisteva in un telescopio rifrattore di 135 mm con varie fotocamere. Nel 1938 il principale strumento era costituito da un astrografo da 400 mm di diametro con una lunghezza focale di 1600 mm, smantellato nel 1945. Oggi l'osservatorio consta in due telescopi riflettori Cassegrain con diametro di 60 cm, un telescopio Schmidt da 50 cm di diametro e due astrografi con diametro di 40 cm.
Il rifrattore del 1926 e i Cassegrain da 60 cm sono fruibili dai visitatori negli incontri pubblici di divulgazione scientifica.